# Dorfkirche Techentin

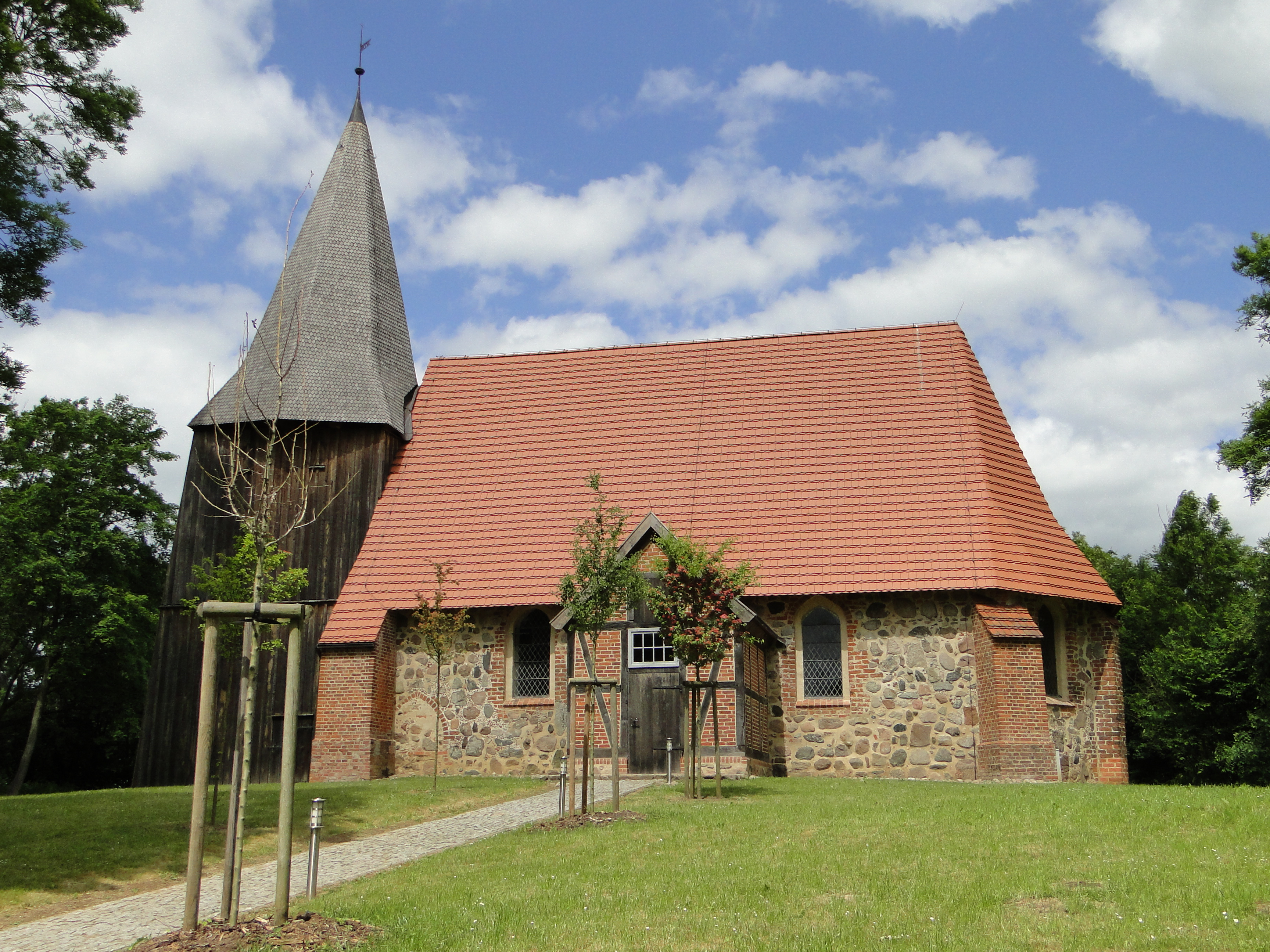
Dorfkirche von Süden nach der Sanierung, 2012

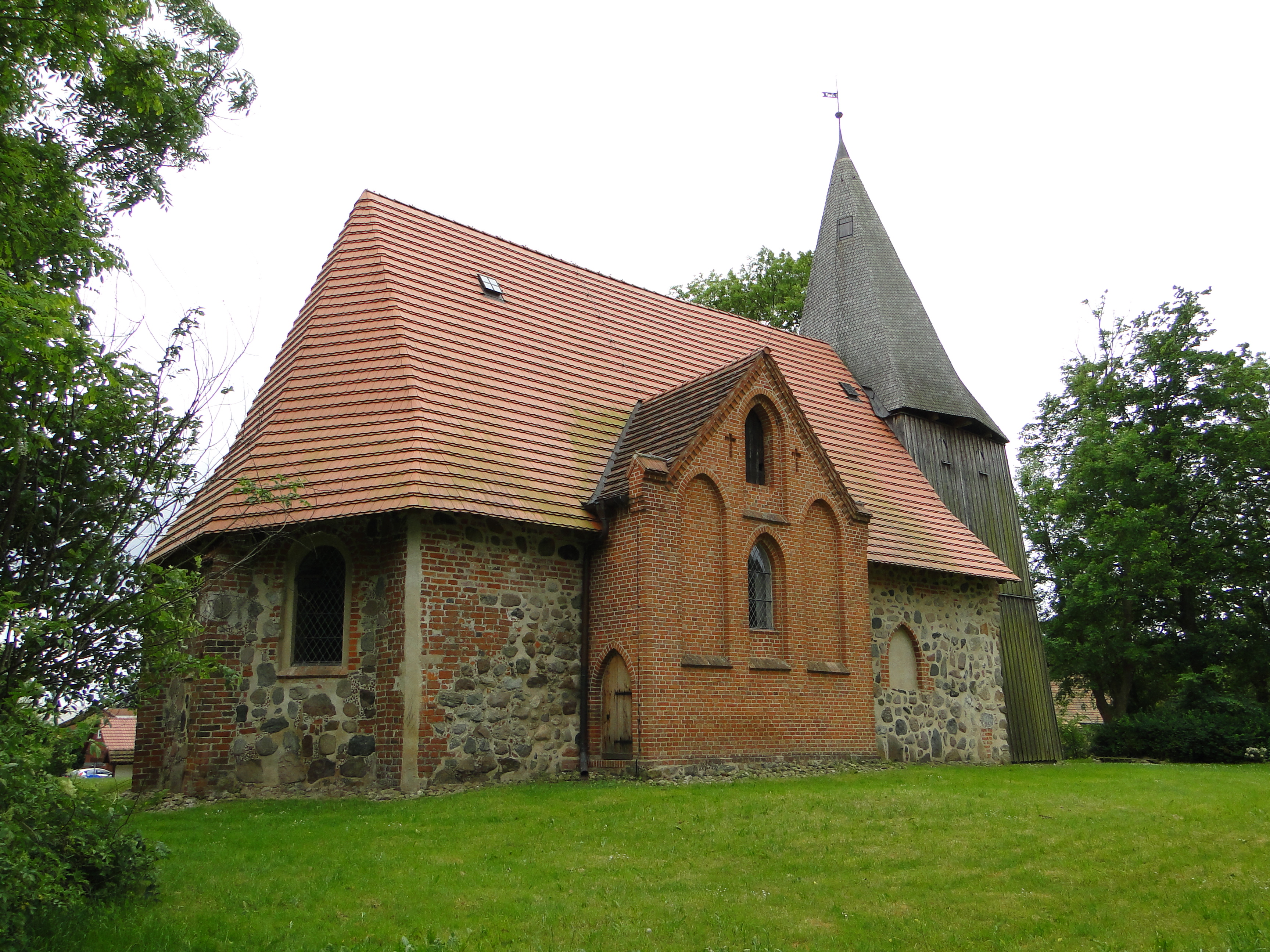
Dorfkirche von Norden mit Chor und Turm, 2012

Die Dorfkirche Techentin ist eine mittelalterliche Feldsteinkirche in Techentin im Landkreis Ludwigslust-Parchim in Mecklenburg-Vorpommern.

## Geschichte
Techentin, früher auch Techutin genannt, gehörte zum Land Werle und wurde 1219 erstmals urkundlich erwähnt. Fürst Heinrich Borwin I. schenkte mit seinen Söhnen dem gegründeten Nonnenkloster Sonnenkamp 20 Hufen im Dorf. Bischof Brunward bestätigte 1235 dem Kloster Sonnenkamp wiederum seine Besitzungen in Techentyn und 1272 erfolgte durch Nicolaus von Werle, zu dessen Territorium Techentin nun gehörte, eine weitere Bestätigung der Besitzansprüche. 1299 schenkten die Stifter von Below dem Kloster Sonnenkamp die Belower Kapelle. Da aber die Filial-Kapelle der Pfarre in Techentin unterstand und dort um 1300 der plebanus (Pfarrer) Reynerus wirkte, dürfte es in Techentin schon ein Gotteshaus als Vorgängerbau der heutigen Kirche gegeben haben. Das Kloster Sonnenkamp hatte noch 1319 ausreichend Einkünfte aus Thegentin bezogen, wie in der Heberolle verzeichnet wurde. 1352 wurde Bernhardus als Leiter der Kirche zu Techentin genannt und 1397 bestätigte Herzog Albrecht von Mecklenburg das Patronatsrecht über die Pfarre zu Thechentin.
Während der Reformation erfolgten 1557 auch in Techentin Kirchenvisitationen. Aus dem Jahr 1566 wird berichtet, dass ein Goldberger Amtmann aus der Techentiner Kirche eine Glocke holen ließ, um aus derselben für das Goldberger Rathaus (Amtshaus) ein Uhrblatt nebst Zeiger herstellen zu lassen. 1592 wurde vermerkt, das Pfarrhaus sei ein Bau mit etlichen kleinen Kammern und einer feinen Stube, gar nahe am Kirchhof gelegen. Im Dreißigjährigen Krieg wurden 1638 zwey Glocken aus der Kirche weggeräubert. 1662 waren die Verwüstungen noch nicht überwunden, auch das Pfarrhaus war abgebrannt und Pastor Joachim Permin wohnte in einer Bauernkate.
1690 kam Joachim Christoph Danneel als Pastor nach Techentin. Vorher war er Feldprediger bei den mecklenburgischen Truppen im Türkenkrieg gewesen. Im Beichtkinderverzeichnis von 1704 ist vermerkt, das er neben Techentin noch in Augzin, Below, Langenhagen, Schlowe und einer Schäferei 318 Beichtkinder seelsorgerisch zu betreuen hatte. Kadow war damals wüst. Er monierte aber auch Der Weg zur Filialkirche nach Below ist zwar nur 1/4 Meil, aber seht übel aufgereumet, so daß man mit großer Beschwerlichkeit dahin fahren und reiten kann, weswegen ich meist dahin zu gehen muß. 1771 mussten die mecklenburgischen Pastoren abermals ein Beichtkinderverzeichnis erstellen. Nun lebten schon 410 Beichtkinder in denselben Orten, nur kam noch ein Teerofen in Schlowe dazu.
Bartholdus Marrus von Twestreng aus Hamburg, der sich als Adliger ausgab, erwarb 1726 das Gut Hof Hagen. Während viele mecklenburgische Adlige in den ihnen gehörigen Kirche sogenannte Patronatsstühle einbauen ließen, wollte Herr von Twetreng in der Techentiner Kirche auf eigene Kosten eine Empore einbauen lassen und nach Wegzug der Kirche schenken. Der Bau war 1729 als Erbbegräbnis fertig. 1868 war das Gewölbe so baufällig, dass es eingeebnet wurde.
Nach dem Abriss der Kirche in Zidderich hatte 1786 Pastor Hövet in Techentin Probleme, die neuen Gläubigen zu Gottesdiensten in der Techentiner Kirche unterzubringen. Er entwarf 1787 als Stuhl-Reglement einen Sitzplan von sämtlichen Stühlen und Chören in der Hochfürstlichen Patronat Kirche zu Techentin Amts Goldberg. Darin stehen nicht nur die Namen der Kirchenbesucher, sondern auch ihre Wohnorte und Tätigkeiten. Da Männer und Frauen getrennt saßen, war auch hier die Frauenseite im Norden und die Männer durften auf der Südseite sitzen.
Von 1848 bis 1871 übte Johann Karl Riedel das Pastorenamt in Techentin aus. Nur wenigen ist bekannt, dass es sein Sohn bis zum Geheimen Medizinalrat, Professor und Direktor der chirurgischen Klinik in Jena brachte. Über den Pastor wurde berichtet: Er ginge auch im heißesten Sommer im schwarzen Anzug und mit Zylinder aufs Feld, legte aber nie selber Hand an. Sonntags Nachmittag trafen sich bei ihm im Techentiner Pfarrhaus Persönlichkeiten aus der näheren Umgebung zum Geistlichen Centrum.
Pastor Harm, ab 1882 Prediger, soll ein recht interessanter Mann mit widersprüchlichen Eigenschaften gewesen sein. Sein größtes Verdienst war die Anlegung der Techentiner Kirchenchronik. Auch seine Bemühungen bei der Restaurierung der einst übertünchten Wandmalereien in der Belower Kirche mit persönlicher Unterstützung durch den Geheimen Hofrat, Schweriner Museumsdirektor und Mitglied der großherzoglichen Kommission zur Erhaltung der Denkmäler, Professor Dr. Friedrich Schlie.

## Baugeschichte
1592 wurde das Pfarrhaus gebaut. 1762 baute man das Predigerwitwenhaus. Es stand fast zweihundert Jahre neben dem Kirchhof, gegenüber stand das Küsterhaus. Ab 1784 wurde hinter dem bisherigen Pfarrhaus ein neues Pfarrhaus und ein Wirtschaftsgebäude gebaut. In einem Bericht an den Amtshauptmann in Goldberg ist zu lesen: Prediger Hövet zieht die Bauern zur Arbeit heran. Es ist auffallend und sündlich, dass der Herr Pastor Hövet zu Techentin, die herzoglichen Amtsuntertanen, bey den seit einigen Jahren bis zum Erschöpfen, und fast die Kräfte dieser armen Leute übersteigenden, unentgeldlichen Frohndienste bey den neuen Pfarr Bauten, ganz allein belästigen und ansträngen, die übrigen Adelichen Eingepfarrten aber übersehen…
In diesen Jahren gab viel es Schreiberei und Streitereien, weil die Ziddericher Kirche abgerissen werden sollte und die Goldberger und Techentiner Pfarrer möglichst viel vom Inventar und Abbruchmaterial erwerben wollten. Der Techentiner Pastor Friedrich Hövet erhielt die besonders wertvollen Stücke, weil die Ziddericher Gläubigen nun nach Techentin kamen. Nachdem 1786 die Gemeinde der niedergelegten Kirche Zidderich der Kirchgemeinde Techentin zugeordnet wurde, kamen die Ziddericher Glocken und Material zur Reparatur des Knechtschores sowie liturgische Gegenstände in die Techentiner Kirche.
Der letzte Sturm an 3. März 1793 hatte am Kirchendach in Techentin Schäden angerichtet. Maurermeister Fründt berichtete: … dass der obere Kirchenboden ganz fehle. Die Kirche war nur blos, unter den Balken, mit alten zum Theil ganz wurmstichigen Brettern, die keine Nägel mehr hielten verschalt, bey deren Betretung, wenn man den Balken verfehlte, ein unglückliches Durchschießen zu besorgen wäre, in welcher Gefahr, dem vernehmen nach, schon mancher sich befunden hätte.
Am 26. März 1927 gab es ein kurzes Gewitter und der einzige Blitzschlag traf den Kirchturm, von dem ein Streifen Schindeln abgerissen wurden. Auf dem Kirchdach gab es ebenfalls Schäden. Vierzehn Tage später, bei einem erneuten Gewitter, wurde fast das gesamte Kirchendach demoliert. Ein Eckpfeiler wurde durch einen breiten Riss von der Kirche abgetrennt, sämtliche Fenster mit Eisenstäben und Bleieinfassung nach außen gedrückt und ganz zerrissen. Die Reparatur war langwierig, doch nun bekam die Kirche einen Blitzableiter.
1954 erhielt die Kirche elektrischen Anschluss und entsprechende Beleuchtung. Die Pfarrscheune wurde 1969 abgerissen und 1974 auch das Franzosenhaus. 1972 erfolgten erste Sanierungsarbeiten am Dach.

## Baubeschreibung
Die Kirche liegt etwas erhöht in der Reihe der ehemals in einem Dreieck um den Dorfteich angeordneten Bauernhöfe.
Viele ländliche Kirchenbauten des 15. Jahrhunderts erscheinen verhältnismäßig schlicht und waren nie für eine Wölbung vorbereitet, wie auch die Feldsteinkirche in Techentin, dessen Langhaus 1459 errichtet wurde. Es ist ein kleiner flachgedeckter Feldsteinsaal mit dreiseitigen Chorschluss.

### Äußeres
Das Langhaus und der Chor wurden aus Feldsteinen errichtet, daran kamen später Strebe- und Stützpfeiler. Deren Kanten, Details, Fensterlaibungen und Strebepfeiler wurden in Backstein ausgeführt. Auf der Nordseite zum Chor befinden sich Reste einer ursprünglichen Sakristei. Das sehr steile östlich abgewalmte Kehlbalkendach ist mit neuen Biberschwanzdachziegeln eingedeckt worden. Die auf einer Dachfläche noch vorhandene Handstrichbiberdeckung wurde auf der kleinen Fachwerkkirche in Meierstorf wieder verwendet. Kompliziert war die neue Tonbiberdeckung der Chorschrägen ohne die Bildung von Graten.
An der Nordseite befindet sich ein unschöner 6 Meter langer und 8 Meter hoher Anbau mit Dreiecksgiebel aus Backsteinmauerwerk. Die gesamte Fläche wird durch zwei spitzbogige bis zur Traufe eingezogene Nischen und in der Mitte durch zwei übereinanderliegende spitzbogige Fenster aufgelockert. Da das 1729 erbaute Twestrengsche Grabgewölbe 1854 so baufällig war, ließ man es 1868 einebnen und darüber 1899 den heutigen Anbau errichten.
Ältere Holztürme, als Nutzbauten für Glocken, bestanden vermutlich an vielen mecklenburgischen Kirchen, sind heute kaum noch nachweisbar. In Techentin wurde an der Westseite erst 1493 der geböschte und verbretterte Holzturm errichtet. Da die Techentiner Kirche dem Nonnenkloster Sonnenkamp gehörte, befand sich auf dem Kirchendach ein Dachreiter für die erste Glocke. Der Unter- und Oberbau des Dachreiters ist in der Dachkonstruktion noch vorhanden. Eine wirkliche Seltenheit bei mecklenburgischen Dorfkirchen. Der Kirchturm wurde am 8. Dezember 1703 „durch einen Windsturm ganz entkleidet und ruiniert“.
1850 wurden in Wismar zwei Glocken für die Techentiner Kirche gegossen. 1861 wurde eine weitere Glocke von dem Glockengießer Johann Carl Ludwig Illies in Waren gegossen.

### Inneres

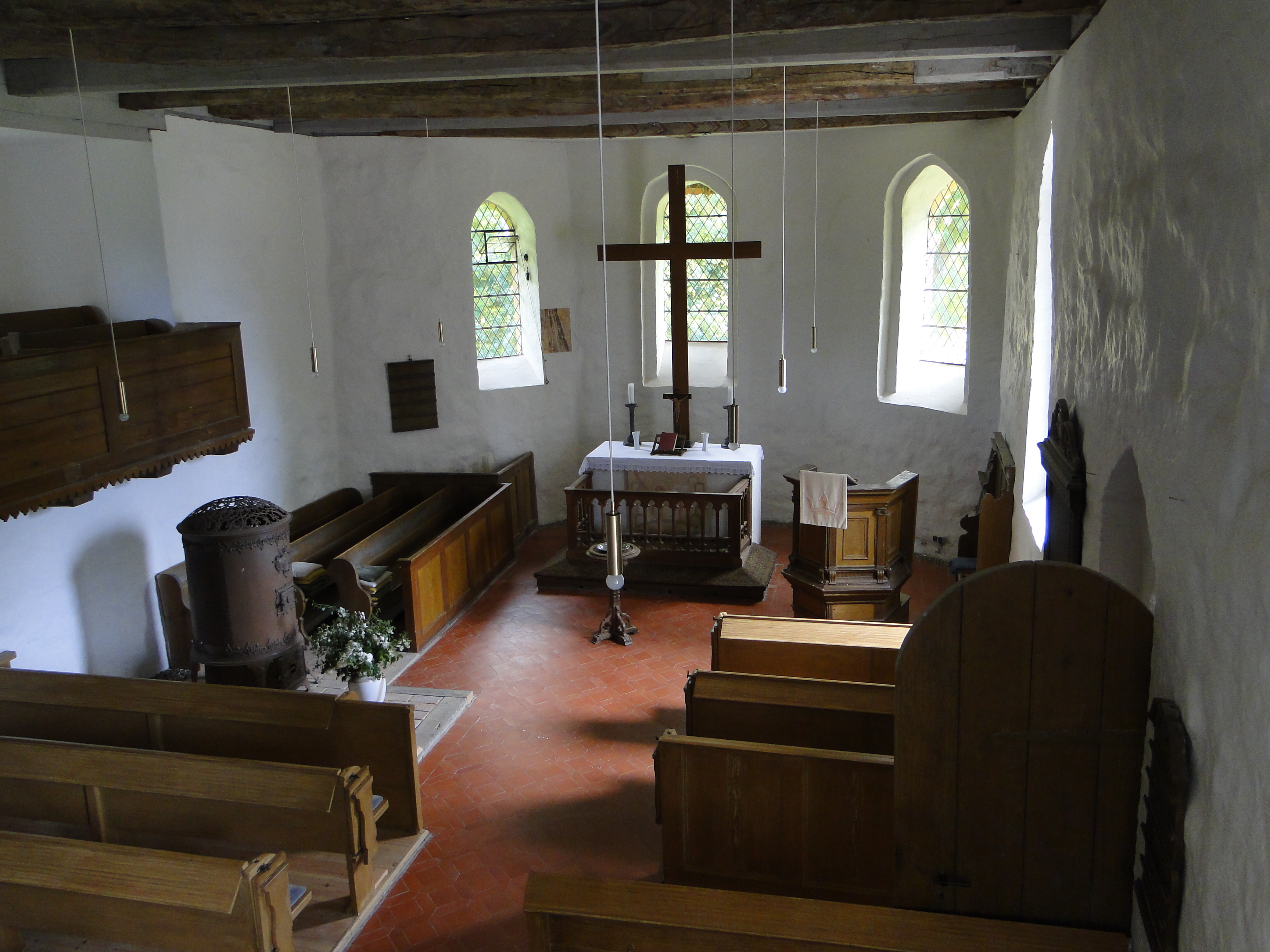
Blick in den Chor, 2012

Das Innere der kleinen Dorfkirche mit der flachen Holzbalkendecke hat nichts Bemerkenswertes aufzuweisen. Auch von der vorreformatorischen Ausstattung ist nichts überliefert.

#### Altar und Kanzel
Der mittelalterliche Marienaltar ist verschollen. Damals diente als Altar das alte Gemäuer aus urkatholischer Zeit, noch jetzt von enormer Größe, obwohl er schon zu Zeiten seiner Vorgänger verkleinert worden war, schrieb Pastor Harm in seiner Kirchenchronik. 1911 wurde dieser Altar gänzlich abgerissen und durch einen neuen aus Ziegelsteinen ersetzt. Vom Eingang in östlicher Richtung befindet sich die einfach gehaltene Kanzel, dahinter steht an der Südwand ein Renaissance-Stuhl von 1676. An seiner hohen Lehne ist ein Text eingeritzt, der darauf schließen lässt, dass dieser Stuhl vor dem Abriss der Ziddericher Kirche 1786 an Pastor Hövet übergeben wurde, aber in den Protokollen nicht erwähnt wurde. Auf der Stuhl-Rückwand ist zu lesen: Den grossen Got zu sonderbahren Ehren. Der Kirchen Schmuck an diesem Ort zu ehren. Auch ihrem Haupt wol volbrachten Lauf. Zum Treuebeweis dis Denckmahl führet auf. Es ruhe sanft bis in Großer Herlichkeit verklärt aufsteh in Großer Herlichkeit. F. Anna Margarite FTTINGERS. Seel: H. Augusti Henrici Sensten nachgebliebene hochbetrübte Witwe 1676. Der in dieser Inschrift genannte Senst war Schreiber und Aufseher auf dem Hof gewesen.

#### Orgel

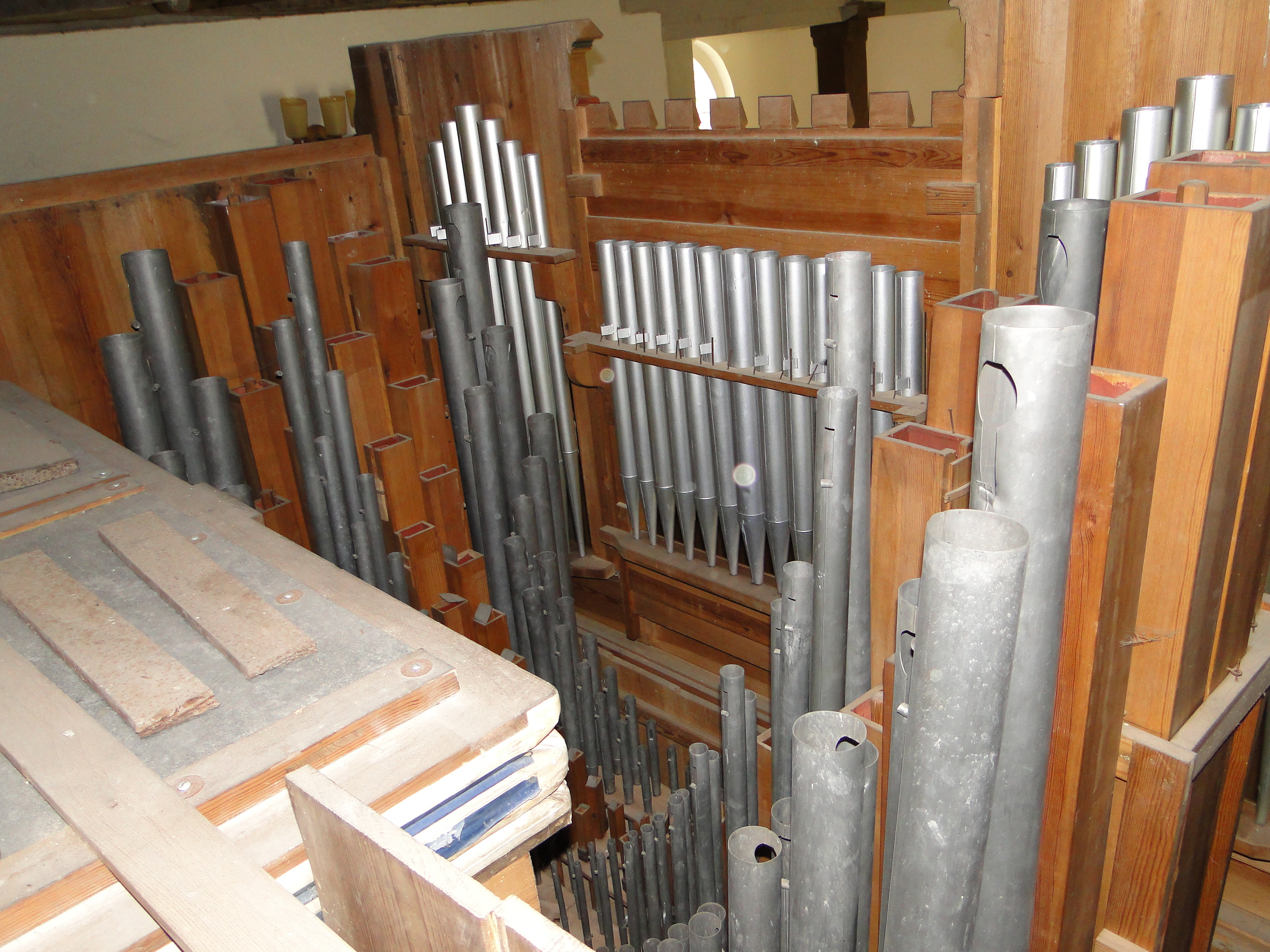
Orgel, 2012

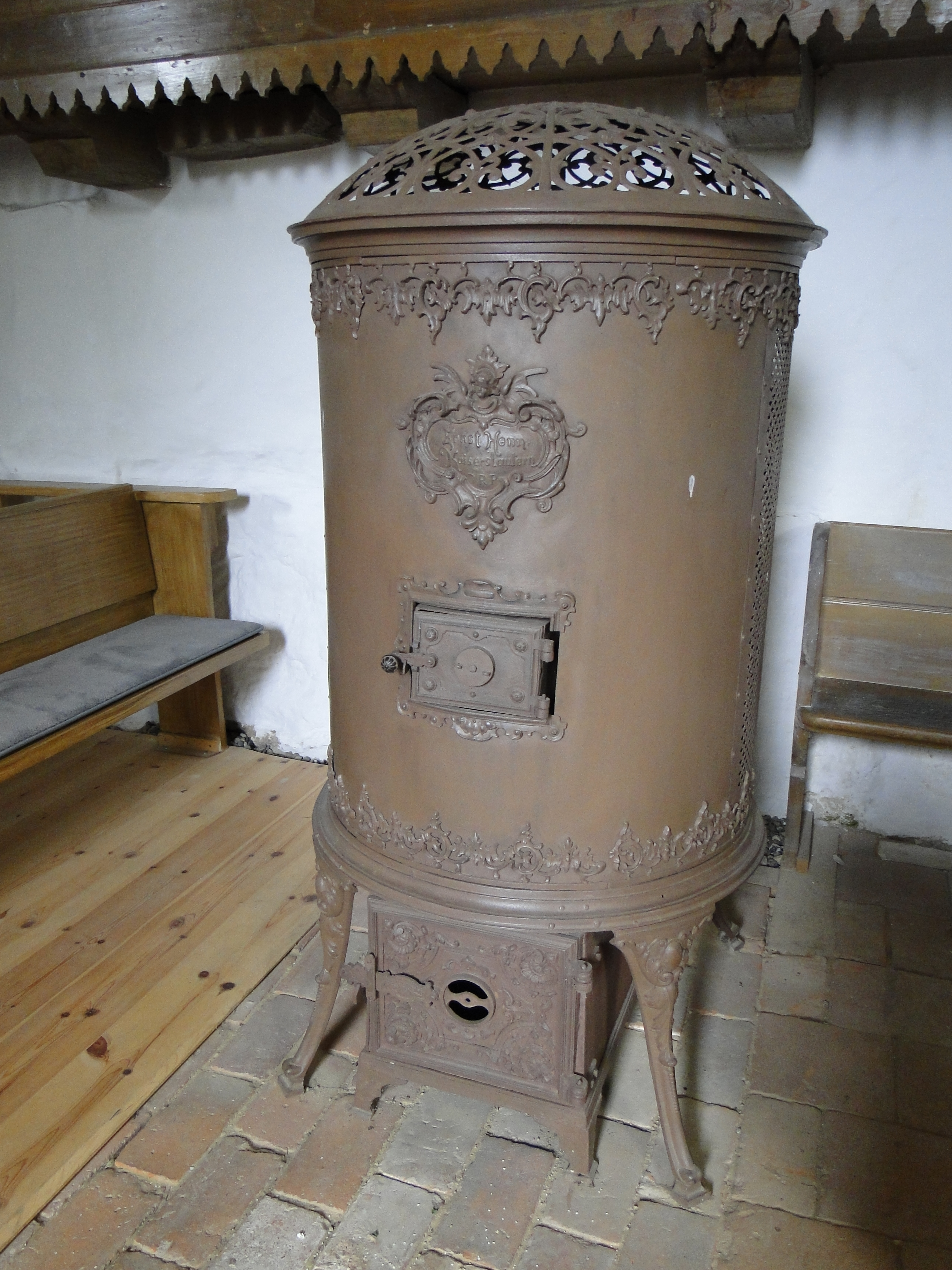
Kanonenofen, 2012

Die Orgel mit vier Register, einem Manual und einem angehängten (nicht schaltbaren Pedal) wurde 1892 durch den Rostocker Orgelbauer Julius Schwarz gebaut und spielte erstmals zu Weihnachten 1893. Der Spieltisch befindet sich an der Südseite des Instrumentes, gegenüber befand sich eine Pumpenvorrichtung, eine Öffnung für einen Windkanal und eine Öffnung für einen Windanzeiger.
Der Orgelprospekt ist in einem kleinen dreiteiligen neugotischen Gehäuse untergebracht.

#### Kanonenofen
Vor den Kirchenstühlen an der Nordwand steht ein bemerkenswerter gusseiserner Kanonenofen der Firma Ernst Henn, dessen herausziehbares Rost 1890 patentiert wurde. Der Techentiner Ofen kam 1899 von Kaiserslautern auf dem Wasserwege: Rhein, Nordsee, Hamburg, Kaiser-Wilhelm-Kanal, Lübeck, Wismar, Goldberg und von dort mit einem Pferdefuhrwerk zur Kirche. Er wurde einmal vom Chorraum an die jetzige Stelle versetzt und der Schornstein bei der Restaurierung 2005 entfernt. Ein nicht genannter Sponsor gab 2000 Euro mit der Bedingung, dass der Ofen in der Kirche verbleibe.

#### Nordempore

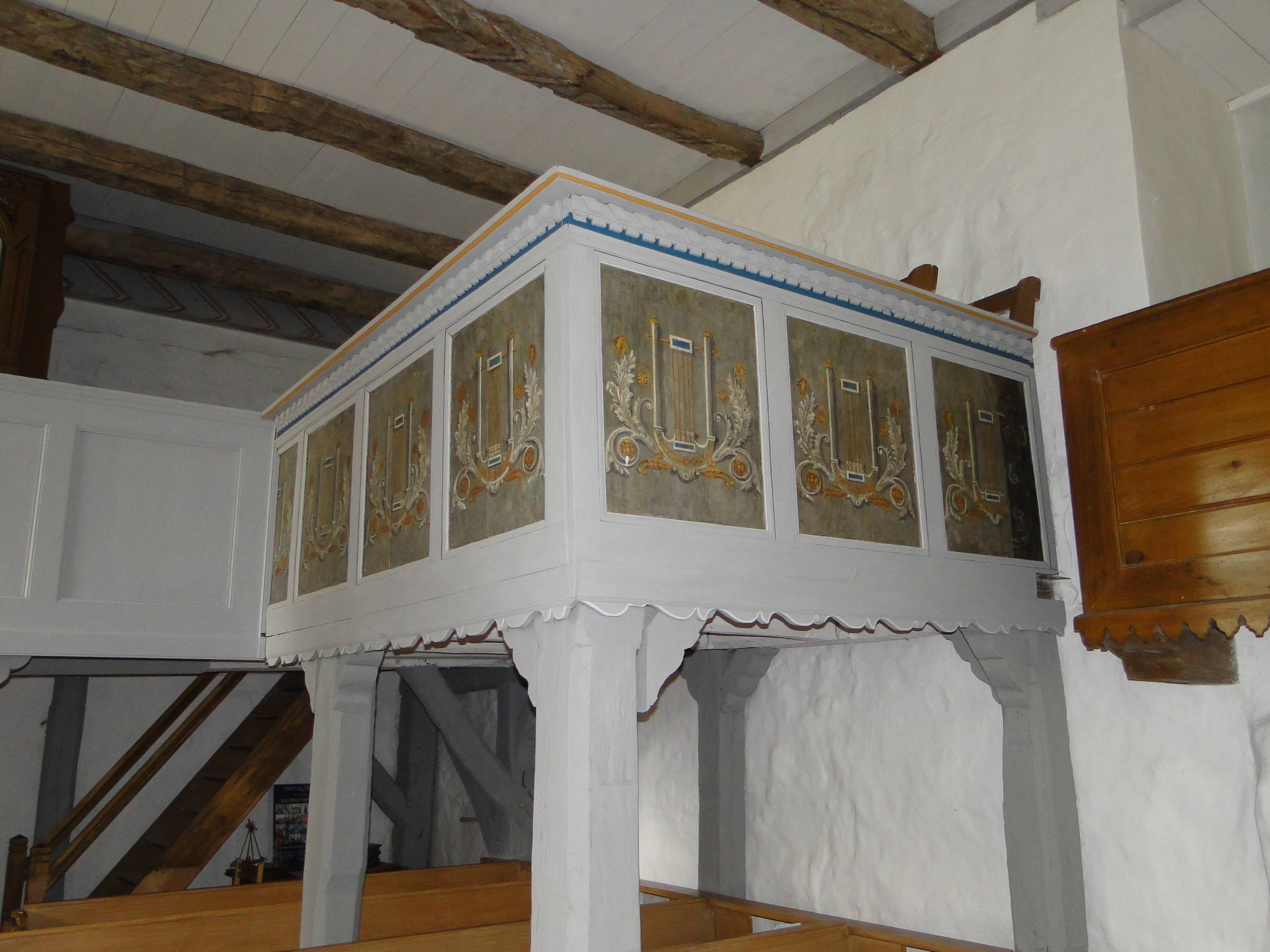
Nordempore, 2012

Mit dem Einbau der neuen Orgelempore im Westen erfolgte die Verkürzung der bestehenden barocken Nordempore. Für den Bau der neuen Empore fanden lediglich einige ältere Stützpfeiler Verwendung. Die Emporen waren mit einer im 19. Jahrhundert häufig verwendeten Holzimitation ausgemalt worden. Mit der Empore wurden auch die Kanzel und das Gestühl farblich einheitlich gestaltet. Im November 2009 erfolgte durch die Restauratorin Bettina Strauß aus Waren die Freilegung von Malereien in den Füllungsfeldern der Emporenbrüstung. An dem nördlichen Füllungsfeld der Ostbrüstung zeigten sich Reste der älteren barocken Rankenmalerei in sehr filigraner Ausführung als eine von Blattwerk umrankte Harfe. Die rahmende Architektur und Stützpfeiler wurden nach befund in Grautönen neu gefasst.

#### Glocken
Eine besondere Rolle spielten von je her die Techentiner Glocken. Nach der bewegenden Glockengeschichte soll die älteste Glocke 1435 gegossen worden sein, doch die Kirche wurde erst 1459 und der Holzturm 1493 erbaut. Die zweite Glocke kam um 1500, da stand der Turm schon. Eine dritte Glocke soll es auch gegeben haben. 1566 ließ der Goldberger Amtmann von der Lühe eine Glocke aus der Techentiner Kirche wegholen, um aus dem Material Zeiger und Ziffern für eine Uhr auf seinem Amtshaus in Goldberg machen zu können. 1592 waren wieder drey Klocken im Turmb. Ein Jahr nach dem Ende des Dreißigjährigen Krieges waren zwey Glocken weggestohlen. Eine neue Glocke war 1671 das erste Mal geborsten, zersprang 1698 erneut und wurde 1708 mit Zugabe von 300 Pfund Kupfer in Rostock noch einmal gegossen und schien länger zu halten. 1786 kam aus der im Nachbardorf Zidderich abgebrochenen Kirche eine Glocke nach Techentin. Doch schon 1793 ließ der Schweriner Herzog Friedrich Franz I. eine Glocke aus Techentin zur evangelischen Stadtkirche nach Ludwigslust schaffen. Für seine katholischen Bediensteten ließ der nun Großherzog im dortigen Schlosspark die eine kleine Kirche St. Helena und Andreas bauen. Wieder kam eine Techentiner Glocke in die Residenzstadt, diesmal war es 1815 die von 1435 stammende und 1861 durch den Hofglockengießer Johann Carl Ludwig Illies aus Waren an der Müritz wurde. 1850 und 1861 hatte der Wismarer Glockengießer P. M. Hausbrandt zwei Glocken gegossen.
1917 mussten zwei Glocken für Kriegszwecke abgeliefert werden. 1926 kam eine in Erfurt gegossene Ersatzglocke nach Techentin. Die Reichsstelle für Metall ließ am 24. April 1942 durch die Kreishandwerkerschaft Parchim eine 560 kg schwere Bronzeglocke abnehmen und für Rüstungszwecke nach Hamburg-Harburg abtransportieren. Heute hat Techentin wieder zwei Glocken.

## Kirchensanierung nach der Wende

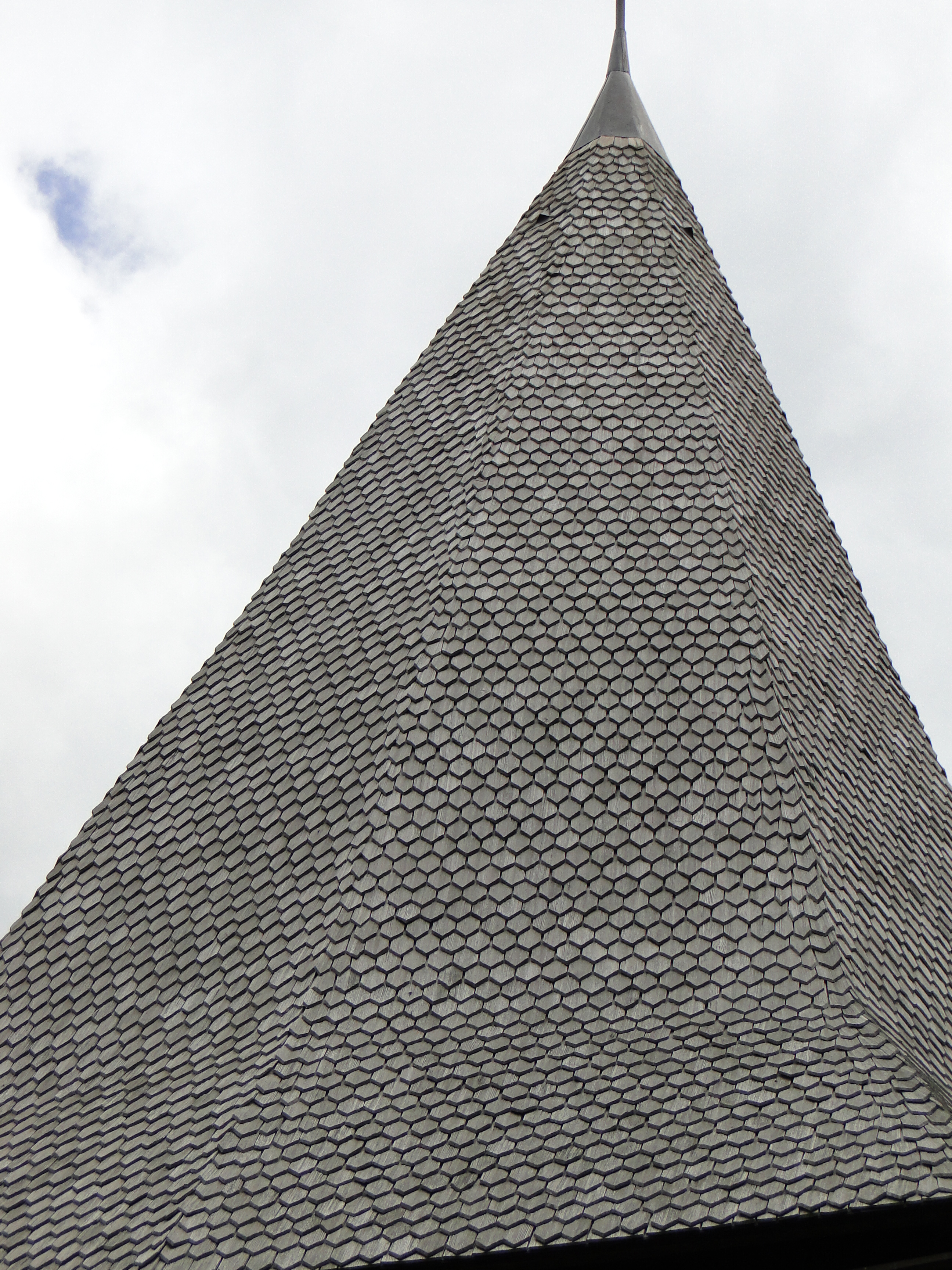
Lärchenholz-Schindel 2012

Seit 2003 wurden in verschiedenen Bauabschnitten umfangreiche Sanierungs- und Restaurierungsarbeiten an und in der Kirche durchgeführt. Im ersten Bauabschnitt erfolgten umfangreiche Reparaturen am besonders gefährdeten Turm. Der schadhafte Kaiserstuhl der Dachkonstruktion und die Turmbekrönung mit der 30 cm großen Kugel und dem Wetterhahn wurden ausgewechselt. Die etwa 250 Jahre alte Kugel hatte einige Schusslöcher und ein Vogelnest. Vor der Wiederanbringung legte man in die Kugel einige Münzen, eine Tageszeitung und eine Dorfchronik. Der Turm hatte ein Spondak, ein Spandach, besser bekannt als Schindeldach. Daher wurde der Holzturm mit 12 500 Lärchenholz-Schindeln neu eingedeckt. Am 7. März 2004 wurden die Arbeiten erfolgreich beendet. Der zweite Bauabschnitt begann im gleichen Jahr und dauerte zwei Jahre. Es folgten die Erneuerung der Dachkonstruktion mit dem Gesims und die Deckenverkleidung über den Holzbalken bis hin zur Neueindeckung des Daches mit Biberschwanzdachziegeln. Ab 2006 wurden die Fundamente gesichert, das Feldsteinmauerwerk vermörtelt, die wegen schlechter Gründung abgerissenen Stützpfeiler komplett erneuert und an der Nordseite wurde das Backsteinmauerwerk am Twestrengschen Erbbegräbnis ausgebessert. Die Fenster erhielten eine neue Bleiverglasung und im Innenraum wurde Elektroinstallation komplett erneuert. Neben dem neuen Fußboden unter den Kirchenbänken musste noch eine aufwändige Hausschwammsanierung unter der Orgelempore durchgeführt werden. Mit der Ausmalung des Kircheninnern, der Instandsetzung der Orgel und der Aufarbeitung des Kanonenofens waren die wesentlichsten Arbeiten abgeschlossen. Durch die Restauratorin erfolgten am nördlichen Chorfenster Freilegungen mit Funden der früheren Farbigkeit der Kirche. Auch an der Emporenbrüstung kamen farbige Motive zum Vorschein. Der Abschluss der Sanierung wurde am 17. April 2008 mit einem Festgottesdienst in der Techentiner Kirche begangen.

## Pastoren
Namen und Jahreszahlen bezeichnen die nachweisbare Erwähnung als Pfarrer.
- erwähnt 1300 Pfarrer Reiner/Reincke/Reynerus.
- erwähnt 1352 Plebanus Bernhardus.[39]
- erwähnt 1369 Prediger Johann von Rosteke.
- 1505–1557 Johann oder Nikolaus Steinheuser, auch in Below.
- 1564–1593 Johannes Hadelmann, vorher Woosten, Student Luthers.
- 1594–1623 Joachim Lembke, Hadelmanns Schwiegersohn.[40]
- 1624–1638 Johann Steffens/Stephani aus Goldberg.
- 1645–1670 Joachim Permin, vorher Kantor in Ratzeburg.
- 1671–1690 Zacharias Crull aus Malchin, danach Plau am See.
- 1690–1713 Joachim Christoph Danneel, vorher Feldprediger bei den mecklenburgischen Truppen im Türkenkrieg, später Präpositus.[9]
- 1713–1728 Konrad Curtius.[41]
- 1729–1749 Johann Friedrich Aepinus, auch in Below.
- 1749–1763 Johann Ludwig Behm aus Pommern, sein Bruder Carl Christian Behm war durch Wahlbetrug 1738 Pastor im Kloster Dobbertin geworden.
- 1765–1773 Johann Joseph Gustav Binder, danach in Lancken.
- 1773–1800 Adolf Friedrich Hövet.[42]
- 1801–1810 Johann Heinrich Christian Mecklenburg, Sohn eins Tabakhändlers aus Bützow, danach in Buchholz.
- 1810–1847 Carl Christian Borngräber.
- 1848–1856 Johann Carl Riedel, Vertretung im Kloster Dobbertin.
- 1871–1882 Johannes Friedrich G(a)evert.
- 1882–1904 Friedrich Wilhelm Theodor Harm, führte erstmals eine Kirchenchronik.
- 1905–1938 Friedrich Karl Emanuel Krüger, auch Below.
- 1938–1949 Ernst Johannes Wilhelm Wartmann, im Januar 1949 politisch verhaftet, floh Mai 1949 in den Westen.
- 1950–1965 Ulrich Schabow.
- 1966–1980 Christoph Voß.
- 1983–1991 Matthias Gottfried Ortmann, von Mestlin.
- 1993–2005 Jens Krause, von Mestlin.
- 2005 aktuell Kornelius Taetow, von Mestlin.

## Heutige Kirchengemeinde
Zur evangelischen Kirchengemeinde Techentin gehört noch Below. Die Kirchengemeinden Kladrum, Mestlin und Techentin mit ihren neun Dorfkirchen gehören zur Propstei Parchim im Kirchenkreis Mecklenburg in der Nordkirche. Das Pastorat befindet sich in Mestlin. Gottesdienste finden in der Techentiner Kirche alle zwei Wochen statt.

## Förderverein
2001 wurde ein Förderverein gegründet, der sich für die Erhaltung und Sanierung der Kirche Techentin einsetzt.

### Gedruckte Quellen
Mecklenburgisches Urkundenbuch (MUB)
Mecklenburgische Jahrbücher (MJB)

### Ungedruckte Quellen
Landeshauptarchiv Schwerin (LHAS)
- LHAS 1.5-4/3 Urkunden Kloster Dobbertin.
- LHAS 10.9 LA Nachlass Lorenz, Adolf Friedrich. 1884–1962, Mappe 17, Baupläne Kirche, Grundriss, Seitenansicht 1952.

Landesamt für Kultur und Denkmalpflege Mecklenburg-Vorpommern (LAKD)
- LAKD, Landesdenkmalamt, Archiv, Techentin Nr. 1302.

Landeskirchliches Archiv Schwerin (LKAS)
- LKAS, OKR Schwerin, Specialia Abt. 4 Techentin, Nr. 034 Differenzen des Oberhauptmanns von der Lühe zu Goldberg mit dem Prediger Hövet zu Techentin wegen der zur Pfarre gehörenden Holzäcker 1789–1792.